# Parque nacional Dunggir
Dunggir es un parque nacional en Nueva Gales del Sur (Australia), ubicado a 382 km al noreste de Sídney. Es una pequeña reserva con vías pintorescas e impresionantes paisajes, en donde se pueden realizar caminatas y excursiones serias. Entre sus atractivos está el puesto de observación Kosekai, que ofrece una vista hacia el valle de Nambucca.